# 린다 피라
린다 피라(Linda Pira, 1985년 8월 25일 ~ )는 콜롬비아 태생인 스웨덴의 래퍼이다.